# David Alonso
David Alonso Gómez (Madrid, 25 aprile 2006) è un pilota motociclistico colombiano, vincitore della European Talent Cup nel 2020, della MotoGP Rookies Cup nel 2021 e del mondiale Moto3 nel 2024.

## Carriera
Il 6 agosto 2023 vince il Gran Premio di Gran Bretagna nella classe Moto3 diventando così il primo pilota colombiano a vincere una gara nel Motomondiale.
Il 6 ottobre 2024 diventa il primo colombiano a vincere un campionato del mondo nel Motomondiale, aggiudicandosi il campionato di Moto3.

### Gli inizi
Nel 2019 con la Honda prende parte alla European Talent Cup dove ottiene quattro podi. L'anno seguente ritorna nella serie ottenendo cinque vittorie e laureandosi campione. Lo stesso anno si iscrive alla MotoGP Rookies Cup chiudendo quarto, conquistando anche la vittoria ad Aragón. Nel 2021 rimasto nella Rookies Cup ottiene sei vittorie e si laurea campione davanti a David Muñoz.
Durante il Gran Premio dell'Emilia-Romagna 2021, Alonso esordisce nel motomondiale correndo per il team GasGas Aspar, nella classe Moto3, chiudendo in ventiduesima posizione. L'anno seguente torna nel Motomondiale, con lo stesso team, correndo il Gran Premio del Portogallo, finendo ventisettesimo. 

### Moto3
Nel 2023 viene ingaggiato dal team GasGas Aspar per l'intera stagione della Moto3. In Argentina, chiudendo quattordicesimo, ottiene i suoi primi punti in carriera e, due Gran Premi più tardi, nel Gran Premio di Spagna chiude in seconda posizione dietro Iván Ortolá, conquistando così il suo primo podio nel Motomondiale. Dopo diversi risultati a punti ottiene la sua prima vittoria nel Motomondiale durante il Gran Premio di Gran Bretagna, dove partito in ventottesima ed ultima posizione riesce a rimontare fino il primo posto, diventando anche il primo pilota colombiano a vincere una gara nel Motomondiale. Dopo un'ultima posizione a causa di una caduta in Austria, dove ottiene il suo primo giro veloce, Alonso ottiene altre due vittorie consecutive: la prima in Catalogna e la seconda a San Marino. Dopo due gare di astinenza, torna al podio in Indonesia con un secondo posto e, dopo un ritiro in Australia, vince anche in Thailandia conquistando la sua quarta vittoria dell'anno e della carriera. Grazie a due secondi posti in Qatar e a Valencia, chiude il campionato a 245 punti in terza posizione, vincendo anche il premio come miglior Rookie dell'Anno.
Per la stagione 2024, Alonso rimane con Aspar Team con la nuova CFMoto. Nel primo weekend della stagione in Qatar, si aggiudica la prima vittoria stagionale sorpassando Daniel Holgado nel corso dell'ultimo giro. Il pilota colombiano nel successivo Gran Premio in Portogallo chiude in quarta posizione, con il giro veloce. Domina poi il Gran Premio delle Americhe dopo aver ottenuto al sabato la prima Pole Position della carriera. Dopo aver ottenuto la Pole anche ad Jerez, cade in gara ed ottiene solo l'undicesimo posto. Torna alla vittoria già la gara dopo inanellando tre successi consecutivi in Francia, in Catalogna ed in Italia. Dopo un quinto posto ad Assen, torna alla vittoria, la sesta stagionale, al Sachsenring. In Gran Bretagna termina la gara in seconda posizione di solo un decimo dietro ad Iván Ortolá. Ottiene la sua settima vittoria stagionale in Austria. Nei successivi due appuntamenti ad Aragon e a Misano ottiene in entrambe le occasioni la Pole per poi concludere la gara rispettivamente in quarta e settima posizione. Torna alla vittoria già dalla successivo Gran Premio sempre a Misano, vincendo anche in Indonesia conquistandosi il primo match point del Mondiale. Alla prima chance titolata il colombiano non sbaglia e va a vincere anche in Giappone laureandosi così Campione del Mondo della Moto3 con quattro gare d'anticipo, ed eguagliando Joan Mir come pilota con più vittorie in una singola stagione nella categoria Moto3. Vince anche il successivo Gran Premio d'Australia ottenendo l'undicesimo successo stagionale, eguagliando così il numero di vittorie di Valentino Rossi in Classe 125 nel 1997 ed imitandolo nei festeggiamenti sul podio. Conclude la sua stagione con tre ulteriori vittorie nelle ultime tre gare in Thailandia, Malesia e nel Gran Premio della Solidarietà, salendo a quota quattordici successi stagionali di cui gli ultimi sette consecutivi trascinando Aspar Team anche alla conquista del Campionato Costruttori e Campionato Team.

### Moto2
Nella stagione 2025 compie il salto di categoria in Moto2, restando con Aspar Team ed avendo Daniel Holgado come nuovo compagno di squadra.

## Risultati nel motomondiale
| 2021 | Classe | Moto    |  |  |  |  |  |  |  |  |  |  |  |  |  |  |  |    |  |  |  |  |  |  | Punti | Pos. |
| ---- | ------ | ------- |  |  |  |  |  |  |  |  |  |  |  |  |  |  |  | -- |  |  |  |  |  |  | ----- | ---- |
| 2021 | Moto3  | Gas Gas |  |  |  |  |  |  |  |  |  |  |  |  |  |  |  | 22 |  |  |  |  |  |  | 0     |      |

| 2022 | Classe | Moto    |  |  |  |  |    |  |  |  |  |  |  |  |  |  |  |  |  |  |  |  |  |  | Punti | Pos. |
| ---- | ------ | ------- |  |  |  |  | -- |  |  |  |  |  |  |  |  |  |  |  |  |  |  |  |  |  | ----- | ---- |
| 2022 | Moto3  | Gas Gas |  |  |  |  | 27 |  |  |  |  |  |  |  |  |  |  |  |  |  |  |  |  |  | 0     |      |

| 2023 | Classe | Moto    |     |    |   |   |   |   |   |    |   |    |   |   |   |   |   |     |   |     |   |   |  |  | Punti | Pos. |
| ---- | ------ | ------- | --- | -- | - | - | - | - | - | -- | - | -- | - | - | - | - | - | --- | - | --- | - | - |  |  | ----- | ---- |
| 2023 | Moto3  | Gas Gas | Rit | 14 | 8 | 2 | 8 | 4 | 5 | 13 | 1 | 29 | 1 | 1 | 5 | 7 | 2 | Rit | 1 | Rit | 2 | 2 |  |  | 245   | 3º   |

| 2024 | Classe | Moto   |   |   |   |    |   |   |   |   |   |   |   |   |   |   |   |   |   |   |   |   |  |  | Punti | Pos. |
| ---- | ------ | ------ | - | - | - | -- | - | - | - | - | - | - | - | - | - | - | - | - | - | - | - | - |  |  | ----- | ---- |
| 2024 | Moto3  | CFMoto | 1 | 4 | 1 | 11 | 1 | 1 | 1 | 5 | 1 | 2 | 1 | 4 | 7 | 1 | 1 | 1 | 1 | 1 | 1 | 1 |  |  | 421   | 1º   |

| 2025 | Classe | Moto  |    |    |    |    |     |    |   |     |   |     |     |   |     |  |  |  |  |  |  |  |  |  | Punti | Pos. |
| ---- | ------ | ----- | -- | -- | -- | -- | --- | -- | - | --- | - | --- | --- | - | --- |  |  |  |  |  |  |  |  |  | ----- | ---- |
| 2025 | Moto2  | Kalex | 21 | 20 | 14 | 11 | Rit | 11 | 3 | Rit | 8 | Rit | Rit | 9 | Rit |  |  |  |  |  |  |  |  |  | 43    |      |

| Legenda | 1º posto        | 2º posto            | 3º posto            | A punti      | Senza punti        | Grassetto – Pole position Corsivo – Giro più veloce |
| Legenda | Gara non valida | Non qual./Non part. | Ritirato/Non class. | Squalificato | '-' Dato non disp. | Grassetto – Pole position Corsivo – Giro più veloce |